# Austrogomphus ochraceus
Austrogomphus ochraceus – gatunek ważki z rodziny gadziogłówkowatych (Gomphidae).